# Attacotti
Gli Attacotti (anche Atecotti, A-t-ticotti e Ategutti) erano un 
popolo della Britannia che compare in numerose fonti romane. Lo storico Ammiano Marcellino (IV secolo) include questo popolo bellicoso tra quelli (insieme a Scoti, Sassoni e Pitti) che creavano problemi alla dominazione romana in Britannia. Il suo contemporaneo, san Girolamo (IV secolo) afferma di aver visto personalmente, quando era giovane, alcuni Attacotti in Gallia, evidenziando i costumi promiscui e il cannibalismo (quindi i costumi selvaggi) di questa popolazione della Britannia, identificando apparentemente le usanze degli Attacotti con le notizie sulla poligamia degli antichi Britanni e con il cannibalismo dei popoli irlandesi.
Se si vuole credere alle parole di San Girolamo, bisogna pensare che egli avesse incontrato un gruppo di Attacoti al servizio dei Romani mentre si trovava nella capitale dell'Impero Romano d'Occidente, Treviri (ca 365-70). Di certo, a partire dal 395 circa alcuni Attacotti furono reclutati nell'esercito romano. Infatti, la Notitia Dignitatum li elenca tra i reggimenti che stazionavano in Gallia, in Italia e nell'Illirico, sebbene sia improbabile che queste unità restassero etnicamente distinte. Attacotti ostili sono ricordati solo dopo il 367 ca.
Studiosi moderni hanno ubicato questo popolo sulla frontiera settentrionale della Britannia romana, anche se non ci sono fonti antiche a supportare quest'ipotesi. Nei secolo XVIII e XIX, gli antiquari scozzesi hanno più volte collocato gli attacotti nel Dunbartonshire. Non esistono comunque prove tangibili di ciò.

## Teoria dell'origine irlandese
Per alcuni studiosi, il nome di Attacotti (e le sue varianti: Atecotti, A-t-ticotti, Ategutti nei testi latini) altro non è se non il tentativo di rendere l'antico irlandese aithechthúatha, che non è un nome tribale, ma una descrizione collettiva per indicare gruppi di popolazioni di basso status esistenti in Irlanda e indicati in inglese con gli equivalenti di termini come "tribù tributarie" e "comunità vassalle" o "popoli tributari". La comparsa di Attacotti ostili nelle fonti romane negli anni sessanta del IV secolo corrisponde cronologicamente con le migrazioni dinastiche e tribali dall'Irlanda meridionale e, quindi, con il seguente insediamento di elementi irlandesi nella Britannia occidentale nel IV secolo, forse con il permesso dei Romani. Successive tradizioni irlandesi e gallesi riguardanti questi movimenti di popoli hanno tramandato i nomi di alcuni gruppi irlandesi tributari, che sembrano essere stati costretti a spostarsi dall'espansione degli Eóganachta, un gruppo di clan che dominò il Munster nel tardo IV secolo.

## Teoria dell'origine pre-celtica
Secondo alcuni antichi storici, gli Attacotti erano una popolazione aborigena pre-indoeuropea della Britannia settentrionale. D'altronde, sono state scoperte numerose pietre monumentali  a Caithness e in altre zone della Scozia del nord con iscrizioni in alfabeto ogamico che non rientrano nelle lingue indoeuropee.